# 동장군

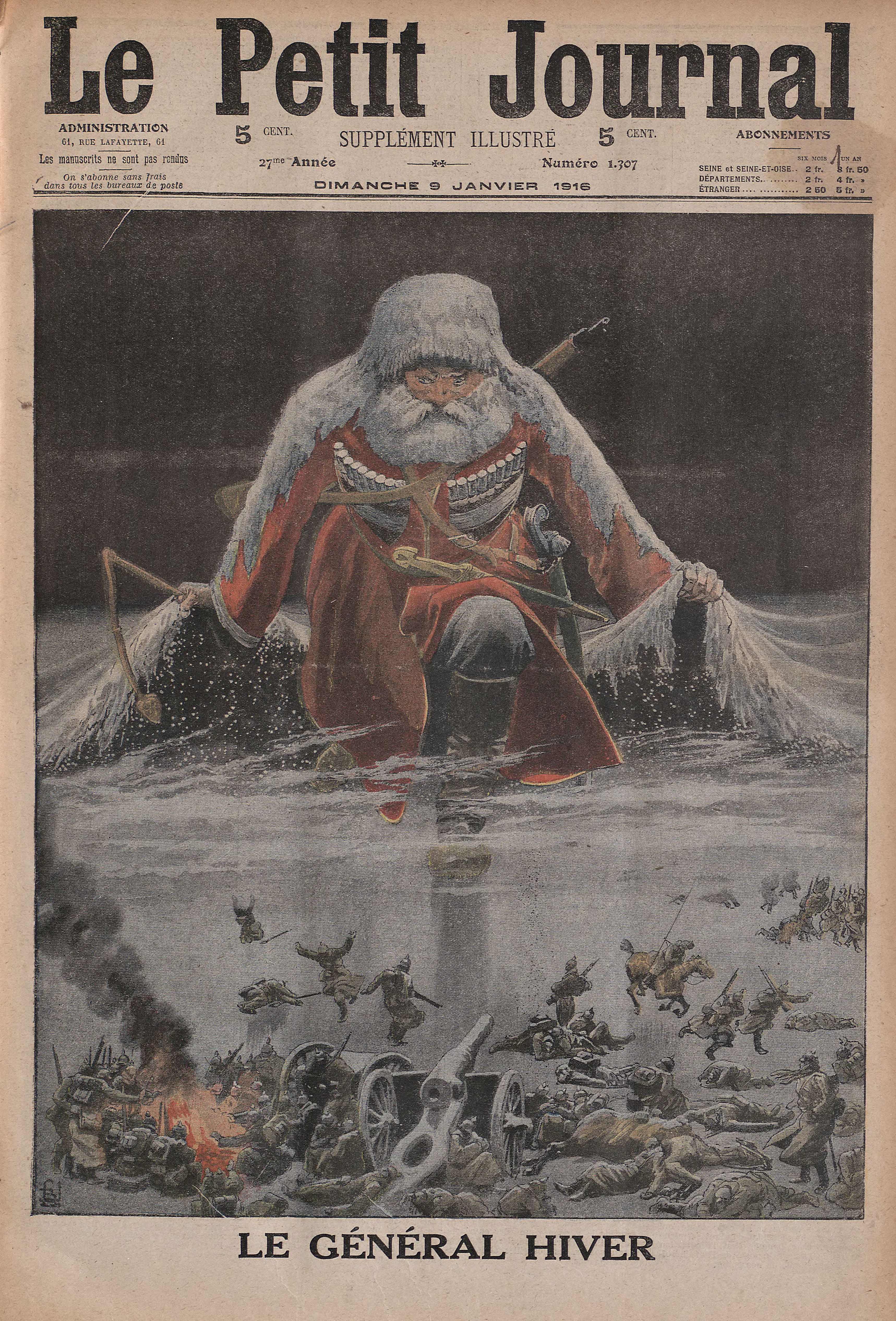
"러시아 동장군"을 그린 르 프티 주르날.

동장군(일본어: 冬将軍 후유쇼군[*])은 혹독한 겨울을 의인화한 것이다. 특히 겨울철에 주기적으로 남하하는 시베리아 한기단을 말한다.
1812년 나폴레옹 1세의 러시아 원정 패배를 영국 언론에서 "general frost" 라고 불렀던 것이 일본에서 번역하며 "동장군"이라는 표현이 만들어졌다. 한국어에서 "동장군"이라는 말이 등장하는 확인 가능한 사례는 1948년 10월 15일자 《동아일보》 기사가 최초이다.

## 같이 보기
- 한파